# ديتر لور
ديتر لور (مواليد 15 ديسمبر 1936) هو مبارز بالسيف ألماني، مثّل بلاده في الألعاب الأولمبية الصيفية 1960.

## روابط خارجية
ديتر لور على موقع أوليمبيديا (الإنجليزية)